# 丹波篠山市立田園交響ホール

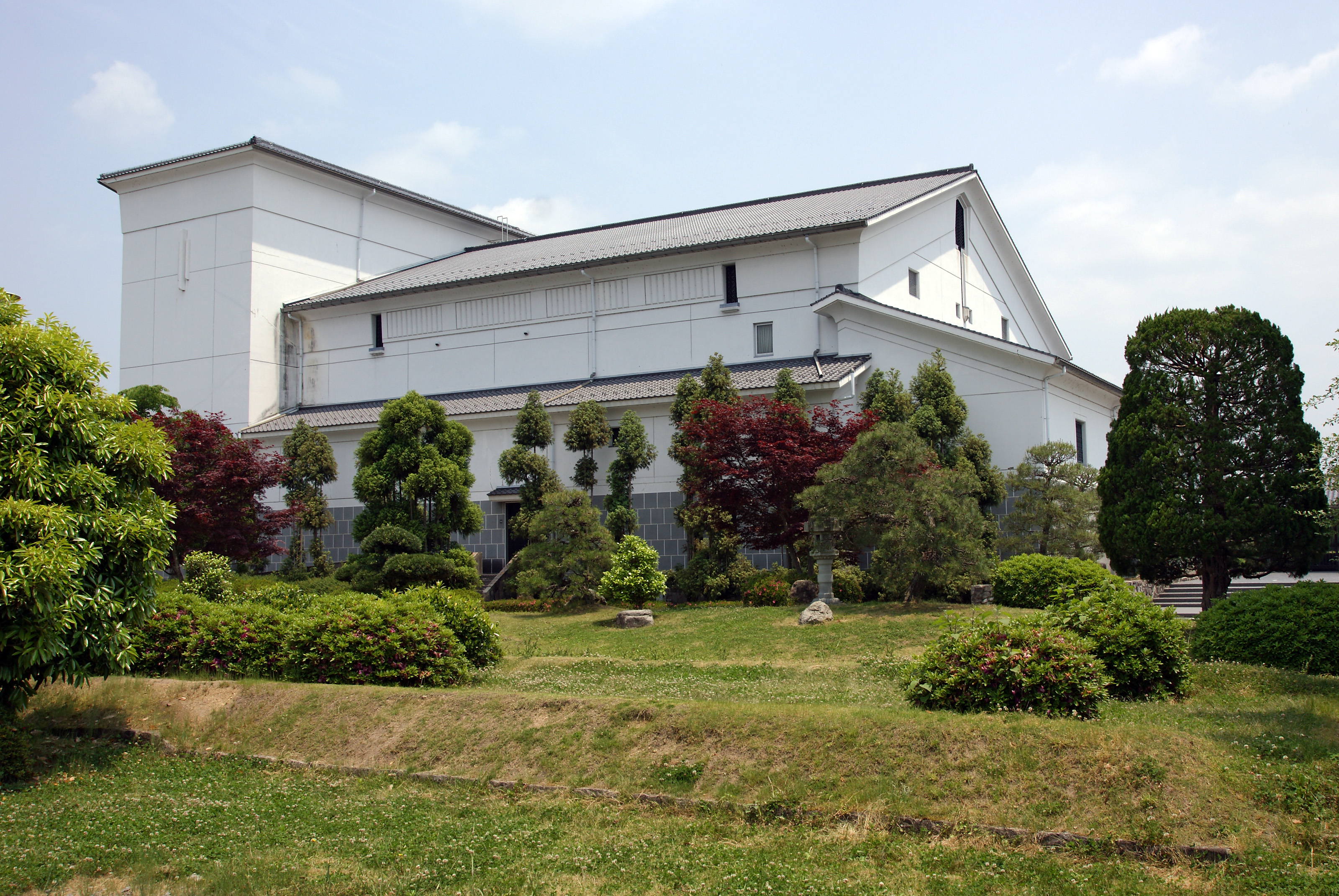
側面

丹波篠山市立田園交響ホール（たんばささやましりつ でんえんこうきょうホール）は、兵庫県丹波篠山市北新町41 にある多目的コンサートホール。優良ホール100選。クラシック音楽公演を中心としている。

## 歴史
- 1988年（昭和63年）4月1日 - たんば田園交響ホールとして開館[1]。同年に開催された北摂・丹波の祭典 ホロンピア'88の中核施設だった[1]。兵庫県が所有し、篠山市が運営していた[1]。なお、この場所にはかつて兵庫県立篠山鳳鳴高等学校があった。
- 2000年（平成12年）4月 - 日本音響家協会によって優良ホール100選に選定された。
- 2010年（平成22年）3月5日～2011年（平成23年）3月25日 - 兵庫県の新行革プランに基づいて篠山市への移譲が決定し、兵庫県によって大規模改修工事が行われた[2]。
- 2011年（平成23年）4月1日 - 兵庫県から篠山市に移譲され[1]、篠山市立たんば田園交響ホールに改称[2]。
- 2019年（令和元年）5月1日 - 篠山市が丹波篠山市に市名変更。丹波篠山市立田園交響ホールに改称[1]。

## 施設
- メインホール - 800席（内オーケストラピット移動席108席・車椅子席4席）
- 特別控室1室
- 楽屋5室
- 音響設備施工･管理 - ヤマハサウンドシステム株式会社 初期導入システムPM1D M2500）

## 建築概要
- 敷地面積 - 6,918m2
- 建築面積 - 2,461m2
- 延床面積 - 3,117.05m2
- 構造 - 鉄骨鉄筋コンクリート造2階建（一部3階建）

## 周辺
- 丹波篠山市役所
- 丹波篠山市立青山歴史村
- 篠山城址
- 篠山郵便局

## 交通アクセス
- JR福知山線篠山口駅からウイング神姫（旧神姫グリーンバス）「篠山営業所」行で約20分、「二階町」下車後徒歩約3分